# Razgranjeni ovsik
Razgranjeni ovsik (lat. Bromus ramosus) je trajnica iz porodice trava rasprostranjene po velikim dijelovima Europe (ukjučujući i Hrvatsku) i od Male Azije i Kavkaza do Indijskog potkontinenta i Tibeta.
Naraste od 45 do 180 cm visine. Cvijeta od srpnja do kolovoza. Ova vrsta je hermafrodit (ima i muške i ženske organe) a oprašuje se vjetrom.
- B. ramosus
- B. ramosus
- B. ramosus

## Sinonimi
- Avena nemoralis (Huds.) Salisb.
- Bromopsis chitralensis (Melderis) Holub
- Bromopsis fedtschenkoi (Tzvelev) Czerep.
- Bromopsis ramosa (Huds.) Holub
- Bromopsis ramosa subsp. fedtschenkoi (Tzvelev) Tzvelev
- Bromus asper Murray
- Bromus chitralensis Melderis
- Bromus giganteus Vill.
- Bromus hirsutus Curtis
- Bromus montanus Scop.
- Bromus montanus Retz.
- Bromus nemoralis Huds.
- Bromus nemorosus Vill.
- Bromus pseudoasper Schur
- Bromus serotinus Beneken
- Bromus sylvaticus Vogler
- Festuca aspera (Murray) Mérat
- Festuca ramosa (Huds.) Guss.
- Festuca wightiana Steud.
- Forasaccus asper (Murray) Bubani
- Schedonorus serotinus (Beneken) Rostr.
- Zerna aspera (Murray) Gray
- Zerna ramosa (Huds.) Lindm.
- Zerna ramosa subsp. fedtschenkoi Tzvelev